# Arménská národní galerie
Arménská národní galerie (arménsky Հայաստանի ազգային պատկերասրահ) v Jerevanu je největší muzeum umění v Arménii a jedno z největších v postsovětském prostoru. Má významné sbírky ruského a západoevropského umění a největší sbírku arménského umění na světě. Bylo založeno v roce 1921 jako umělecká část Státního muzea.
Sbírka byla založena nákupem několika desítek obrazů z výstavy arménské malby v srpnu 1921. Rozhodujícím faktorem však byl převod proslulé sbírky Arménského kulturního centra v Moskvě (bývalý Seminář sv. Lazara) a také dary arménských umělců. V roce 1925 bylo v šesti sálech vystaveno 400 děl arménských, ruských a evropských umělců.
V roce 1935 se galerie osamostatnila. V roce 1947 byla přejmenována na Státní malířskou galerii Arménie a v roce 1991 na Arménskou národní galerii. V současné době má Národní galerie kolem 26 tisíc uměleckých děl, z nichž mnohá jsou trvale vystavena v jejích 56 sálech.

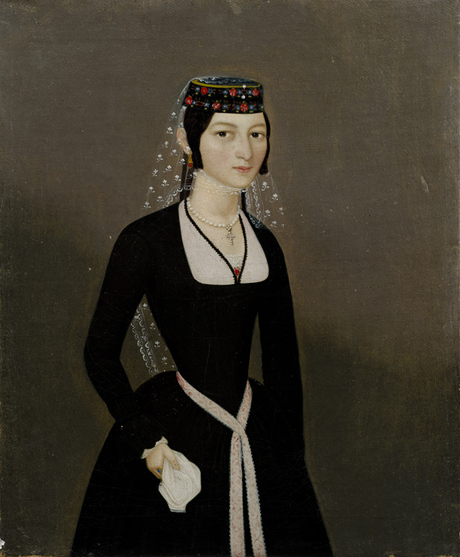
Akob Ovnataňan, Portrét Natalie Teumianové, 1830-1840
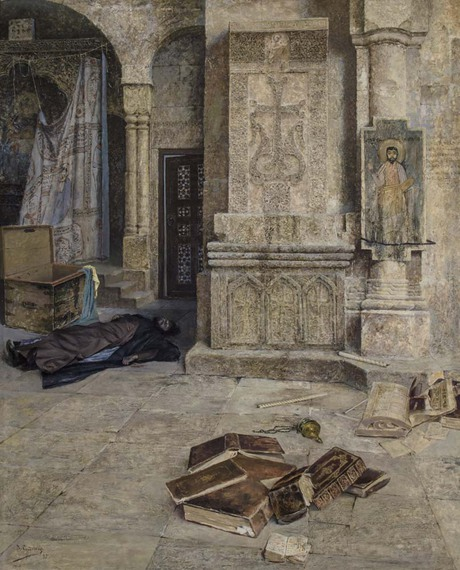
Vardges Surenjanc, Znesvěcený chrám, 1895
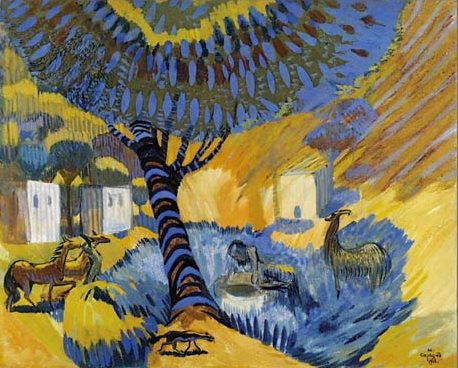
Martiros Sarjan, U studny. Horký den, 1908
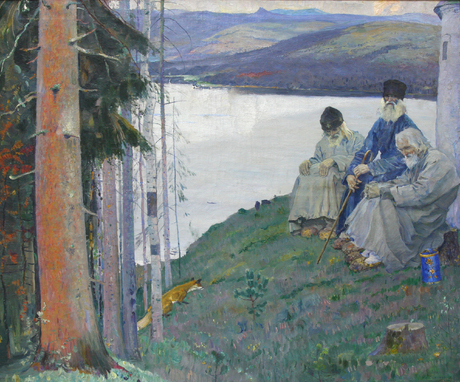
Michail Vasiljevič Něstěrov, Tři starci
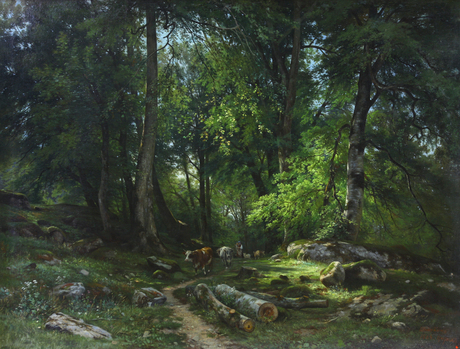
Ivan Šiškin, V lese
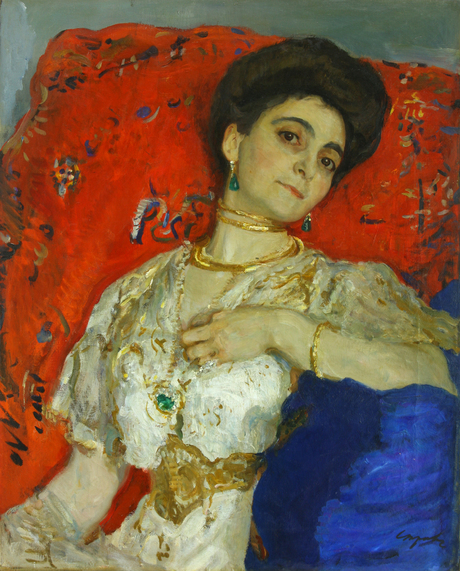
Valentin Serov, M. N. Akimova
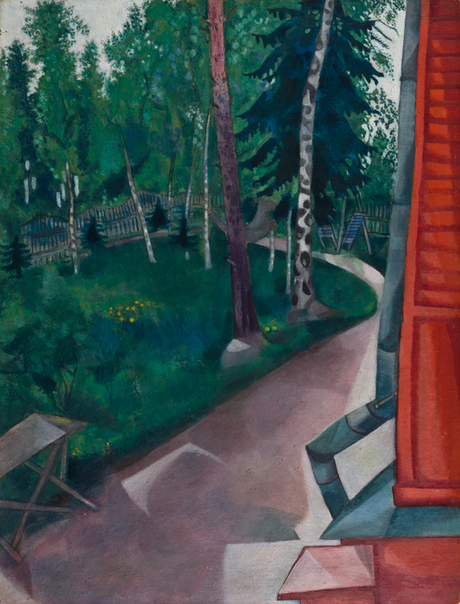
Marc Chagall, Letní rezidence
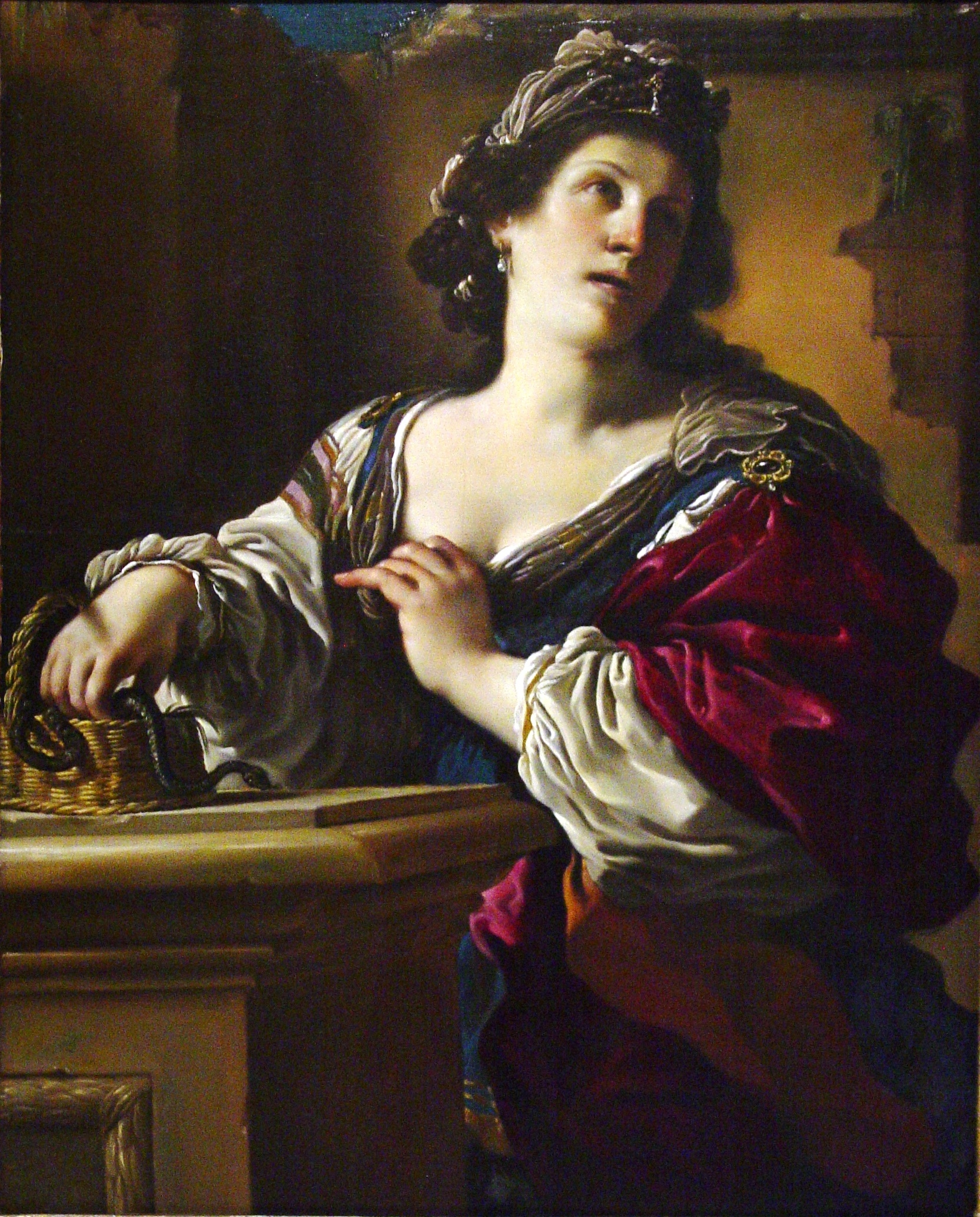
Guercino, Kleopatra
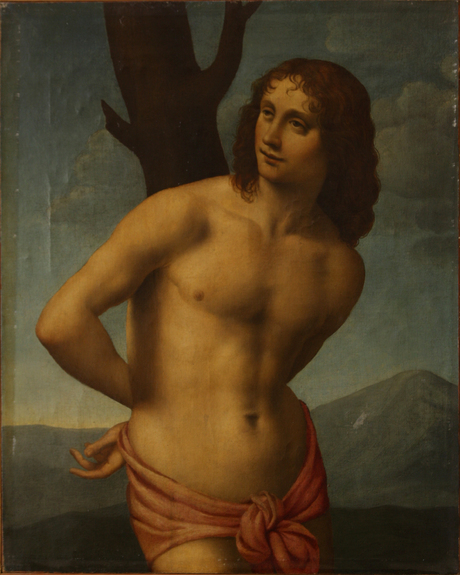
Bernardino Luini, Svatý Šebestián
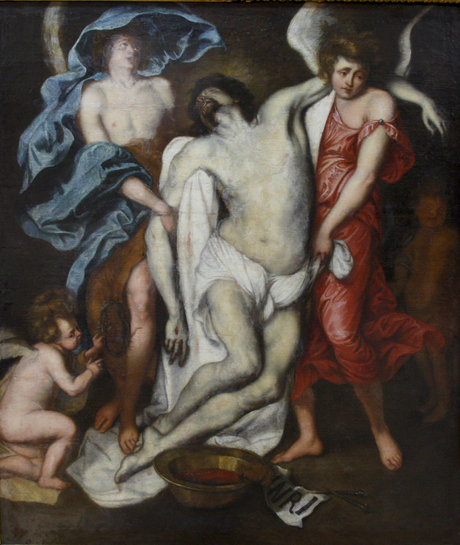
Anthonis van Dyck, Snesení z kříže
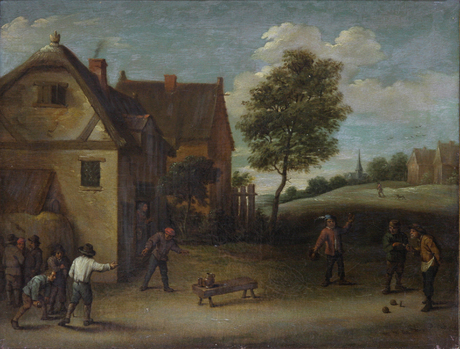
David Teniers mladší, Hráči kuželek
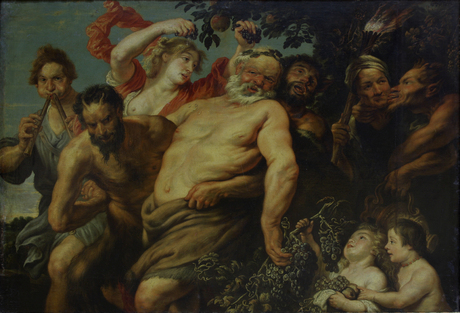
Peter Paul Rubens, Silénův průvod
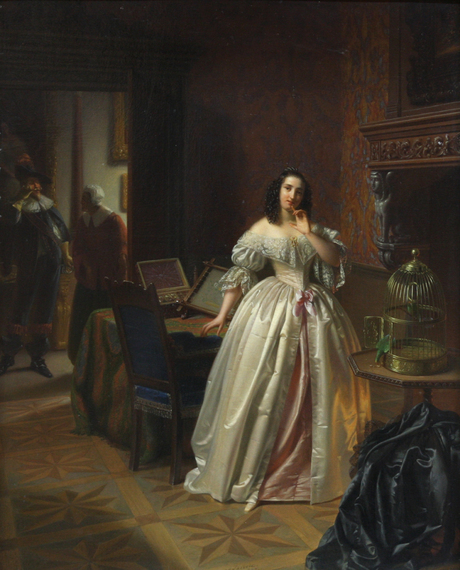
Eugène Delacroix, Návštěva
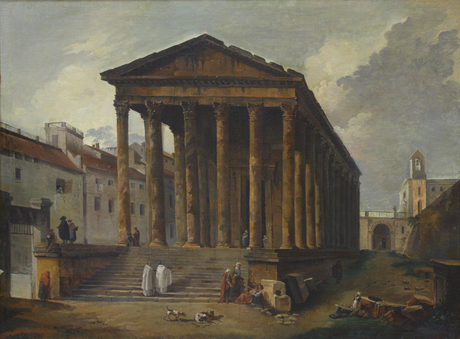
Hubert Robert, Antický chrám